# Consiliul Finlandez pentru Refugiați
Consiliul Finlandez pentru Refugiați (în finlandeză Suomen Pakolaisapu, în engleză Finnish Refugee Council) este o organizație umanitară, neguvernamentală, care protejează drepturile persoanelor afectate de strămutări⁠(d).

## Istorie
Consiliul Finlandez pentru Refugiați a fost fondat în 1965 ca o mică organizație care strângea fonduri pentru Înaltul Comisariat al Națiunilor Unite pentru Refugiați. Consiliul a evoluat în timp, devenind un ONG și inițiind o serie de proiecte.

## Activități principale
Consiliul desfășoară patru tipuri de activități care vizează drepturile refugiaților, consolidarea rezilienței, participarea socială echitabilă și adaptarea întregii comunități. Pentru a-și promova eforturile în direcția unei mai bune integrări și egalități a refugiaților în Finlanda, organizația acordă premiul „Refugiata anului” începând din 1998 și premiul „Refugiatul anului” începând din 2016.